# 瘤珠螺
瘤珠螺（学名：Lunella granulata），是原始腹足目蝾螺科珠螺屬的一种。

## 分佈
主要分布于中国大陆、台湾、南非，常栖息在潮间带的岩砾地。